# Гечнаровиці
Гечнаровиці (пол. Hecznarowice) — село в Польщі, у гміні Вілямовиці Бельського повіту Сілезького воєводства.
Населення — 2392 особи (2011).
У 1975—1998 роках село належало до Бельського воєводства.

## Демографія
Демографічна структура станом на 31 березня 2011 року:
|          | Загалом | Допрацездатний вік | Працездатний вік | Постпрацездатний вік |
| -------- | ------- | ------------------ | ---------------- | -------------------- |
| Чоловіки | 1196    | 280                | 779              | 137                  |
| Жінки    | 1196    | 256                | 686              | 254                  |
| Разом    | 2392    | 536                | 1465             | 391                  |